# 메이 부시

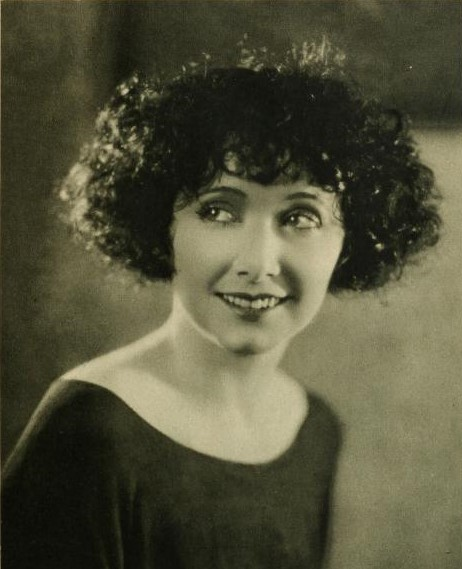

메이 부시(Mae Busch, 1891년 6월 18일 ~ 1946년 4월 19일)는 오스트레일리아의 배우, 연극 배우, 영화배우이다.
멜버른에서 태어났으며 할리우드에서 사망하였다. 사인은 암이다.

## 영화
- 블루 달리아 (1946년)
- 스토크 클럽 (1945년)
- 매드 몬스터 (1942년)
- 미인극장 (1941년)
- 마리 앙투아네트 (1938년)
- 사막의 아들 (1933년)
- 알리바이 (1929년)
- 파질 (1928년)
- 소울 포 세일 (1923년)
- 어리석은 아낙네들 (1922년)
- 호건, 더 포터 (1915년)